# Аркадіє Сучевяну
Аркадіє-Василє Сучевяну (рум. Arcadie-Vasile Suceveanu; нар. 16 листопада 1952) — молдовський поет, публіцист, перекладач, журналіст.

## Життєпис
Народився 16 листопада 1952 року у селі Широка Поляна Глибоцького району Чернівецької області Української РСР (тепер — село Сучевени Чернівецького району Чернівецької області України). Батьки — Василь та Катріна Сучевяну.
Із 1969 по 1974 рік навчався у Чернівецькому університеті, на філологічному факультеті (відділення румунської мови і літератури).
Із 1974 по 1979 рік — працював учителем румунської мови та літератури у середній школі в селі Горбова Герцаївського району Чернівецької області Української РСР.
У 1979 році, через переслідування КДБ за так звані «націоналістичні прояви», оселився в Кишиневі.
А із 1979 по 1990 рік — працював редактором, а згодом — головним редактором видавництва «Literatura artistă» у Кишиневі, в Молдавській РСР.
У 1983 році став членом Спілки письменників Молдови.
У 1987, 1995, 1999, 2000, 2001 та 2002 роках — отримував премії Спілки письменників Румунії.
Із вересня 1990 року по 2010 рік — заступник голови Спілки письменників Молдови.
Із 1993 року — член ПЕН-клубу Молдови.
Із 1997 року — голова кишинівської Соціально-культурної асоціації «Буковина». Цього ж року — отримав премію Румунської академії імені Міхая Емінеску. 
У 1998 році — отримав Національну премією Республіки Молдова за книгу «Архіви Голгофи» (рум. «Arhivele Golgotei»).
У 2000 році — отримав Медаль «Міхай Емінеску».
Лауреат двох дипломів Міжнародної ради з дитячої та юнацької книги при ЮНЕСКО (IBBY) (2004, ПАР; 2014, Мексика).
Із 2005 по 2013 рік — голова кишинівського відділення Спілки письменників Румунії.
Із 2010 року — голова Спілки письменників Молдови. Цього ж року — отримав орден «Трудова слава» (Молдова). 
У 2012 році — отримав орден Пошани (Молдова).
У 2013 році — отримав гран-прі Міжнародного фестивалю «Дороги із шипами» у місті Уздін (Сербія), а в 2015 році, на Поетичному турнірі в місті Балчик (Болгарія), організованому Союзом письменників Румунії, — гран-прі «Лавровий вінок».
У 2016 році — отримав премію Спілки письменників Румунії.

## Творчість
Перші вірші публікував у чернівецькій газеті «Зоріле Буковінєй» (найперший вірш — присвячений матері). Писав також публіцистичні статті для різних видань.
Як редактор дебютував у 1973 році у колективній збірці «Серед сотень щогл» (рум. «Dintre sute de catarge»), яка вийшла в Кишиневі у видавництві «Literatura artistă». 
У 1979 році, в ужгородському видавництві «Карпати», в Українській РСР, вийшла перша персональна збірка віршів поета — «Слова кличуть мене» (рум. «Mă cheamă cuvintele»).
Загалом видав більше 70 книжок. Також вірші Сучевяну увійшли до поетичних антологій, виданих у Франції, Італії, Нідерландах, Швеції, Бельгії, Північній Македонії, Чехії, Молдові, Румунії, Болгарії, Словаччині, Австрії, Туреччині, Україні, Білорусі, Росії та інших країнах. 
Переклав румунською мовою твори Толстого, Айтматова, Горького та інших письменників.
Учасник різноманітних поетичних фестивалів та книжкових ярмарків, що проходили в Молдові та за кордоном.
Деякі книги Сучевяну перекладено українською, азербайджанською та російською мовами.